# Księga przyjęć do prawa miejskiego
Księga przyjęć do prawa miejskiego (łac. Alba civilia lub Libri iuris civilis) – rękopiśmienna, w Polsce do roku 1791 stanowiła jedną z serii ksiąg rady miejskiej, zawierała protokoły sporządzane na okoliczność nadania nowym przybyszom praw obywatelskich właściwego miasta. Manuskrypt podaje pełną edycję rejestrów przyjęć osób do prawa miejskiego. 
Z powodu wielkiej akcji osadniczej zapoczątkowanej na ziemiach polskich w połowie XIII wieku, z ksiąg ogólnych rad miejskich wyodrębnił się  osobny zbiór dokumentów zwanych księgami przyjęć do prawa miejskiego.
Księgi te prowadzone były równocześnie z księgami rady miejskiej i były czystopisami kolejnych wpisów, które na bieżąco umieszczano również w księgach rady. 
W zapisach przyjęć znajdują się szczegółowe proste informacje o nowych obywatelach wpisanych do księgi przyjęć prawa miejskiego danego miasta, takie jak: imię, nazwisko, zawód, imiona rodziców, miejscowość, kraj w którym mieszkał obywatel przed osiedleniem się w nowym miejscu,  a także nazwiska osób które świadczyły, że nowo przyjmujący prawo miejskie jest tego rzeczywiście godny.
By spełnić warunki przyjęcia do tego prawa, a tym samym uzyskać wpis do księgi należało najpierw nabyć obywatelstwo miejskie pod określonymi prawem warunkami uregulowanymi w przepisach miejskich tzw. wilkierzach (kodeksach prawa miejskiego), ordynacjach rady miasta oraz edyktach niekiedy bardzo surowych.
Jako warunki przyjęcia stawiano m.in. urodzenie z legalnego związku, przedstawienie władzom miejskim dwóch zamożnych miejscowych protegowanych oraz złożenie uroczystego zobowiązania do przestrzegania obowiązujących praw i dostosowania się do rozporządzeń władz miejskich.
Przepisy miejskie w zależności od tradycji nakazywały również w określonym terminie nabycie w mieście nieruchomości oraz uregulowanie stosownych opłat do kasy miejskiej. Osoba, która uzyskała akceptację władz miejskich składała przysięgę i była następnie wpisana do księgi przyjęć prawa miejskiego. Z obywatelstwa miejskiego najczęściej byli wyłączani rządzący się odrębnymi prawami i niepodlegający władzy rad miejskich Żydzi, a także kler duchowny. Również nie był zaliczany do obywateli miasta  mieszkający w miastach, ale nieposiadający praw plebs. W Polsce ludność pochodzenia ruskiego mogła się starać o przyjęcie do prawa miejskiego dopiero po roku 1724.
Księgi przyjęć do prawa miejskiego uwidaczniają przegląd osadników z innych miast i państw. Od XII wieku do Polski przybywało dużo obywateli pochodzenia głównie niemieckiego, ze Śląska, Moraw i Saksonii, co następnie miało w Polsce ścisły związek z lokacją  miast na prawie magdeburskim. 
Księgi przyjęć prowadzone były do czasu uchwalenia w 1791 roku przez Sejm Czteroletni ustawy o miastach.

## Literatura
- Maria Bogucka, Henryk Samsonowicz. Dzieje miast i mieszczaństwa w Polsce przedrozbiorowej, Wrocław 1986;
- Gerhard Köbler. Civis und ius civile im deutschen Frühmittelalter. Göttingen 1964 (1965)